# Головченко Яким Михайлович
Яки́м Миха́йлович Голо́вченко — полковник Черкаського козацького полку протягом 1668—1669 років, в 1669—1676 — генеральний осавул Правобережної України.
На початку Визвольної війни входив до складу козацтва Переяславської сотні сотника Федора Чикмена. Від 4 липня 1662 року згадка про нього як товариша знатного переяславського — продав фільваркові ґрунти в селі Дівички. Імовірно, після повстання Переяславського козацького полку 1666 року перейшов на Правобережжя, в 1668—1669 роках — полковник Черкаський по Михайлу Гамалії. У складі військ Петра Дорошенка брав участь у боях проти Михайла Ханенка, після розгрому сил останнього письмово доповідав, що ханенківці полишали після відступу обоз з гарматами, рушницями, конями, рушницями.